# Kanton Gémozac
Der Kanton Gémozac war bis 2015 ein französischer Wahlkreis im Département Charente-Maritime und in der damaligen Region Poitou-Charentes. Er umfasste 16 Gemeinden im Arrondissement Saintes; sein Hauptort (frz.: chef-lieu) war Gémozac. Die landesweiten Änderungen in der Zusammensetzung der Kantone brachten im März 2015 seine Auflösung.
Der Kanton Gémozac war 260,18 km2 groß und hatte 13.653 Einwohner (Stand: 2012).

## Gemeinden
| Gemeinde                   | Einwohner Jahr | Fläche km² | Bevölkerungsdichte | Code INSEE | Postleitzahl |
| -------------------------- | -------------- | ---------- | ------------------ | ---------- | ------------ |
| Berneuil                   | 1.134 (2013)   | 25,45      | 45 Einw./km²       | 17044      | 17460        |
| Cravans                    | 761 (2013)     | 14,72      | 52 Einw./km²       | 17133      | 17260        |
| Gémozac                    | 2.802 (2013)   | 31,93      | 88 Einw./km²       | 17172      | 17260        |
| Jazennes                   | 492 (2013)     | 10,84      | 45 Einw./km²       | 17196      | 17260        |
| Meursac                    | 1.435 (2013)   | 26,17      | 55 Einw./km²       | 17232      | 17120        |
| Montpellier-de-Médillan    | 637 (2013)     | 14,85      | 43 Einw./km²       | 17244      | 17260        |
| Rétaud                     | 1.077 (2013)   | 19,92      | 54 Einw./km²       | 17296      | 17460        |
| Rioux                      | 937 (2013)     | 18,98      | 49 Einw./km²       | 17298      | 17460        |
| Saint-André-de-Lidon       | 1.049 (2013)   | 23,83      | 44 Einw./km²       | 17310      | 17260        |
| Saint-Quantin-de-Rançanne  | 290 (2013)     | 9,11       | 32 Einw./km²       | 17388      | 17800        |
| Saint-Simon-de-Pellouaille | 608 (2013)     | 8,95       | 68 Einw./km²       | 17404      | 17260        |
| Tanzac                     | 311 (2013)     | 11,23      | 28 Einw./km²       | 17438      | 17260        |
| Tesson                     | 995 (2013)     | 12,13      | 82 Einw./km²       | 17441      | 17460        |
| Thaims                     | 378 (2013)     | 8,74       | 43 Einw./km²       | 17442      | 17120        |
| Villars-en-Pons            | 553 (2013)     | 13,32      | 42 Einw./km²       | 17469      | 17260        |
| Virollet                   | 248 (2013)     | 10,01      | 25 Einw./km²       | 17479      | 17260        |